# Manoir de Longueville
Le manoir de Longueville est situé à Locmalo en France.

## Localisation
Le manoir est situé sur le territoire de la commune de Locmalo, au lieu-dit Longueville, dans le département du Morbihan en région Bretagne.

## Description
Le manoir possède une double orientation est-ouest avec deux élévations identiques, l'élévation antérieure se situant à l’est. Les portes à imposte, caractéristiques de la période de construction desservent deux salles, et sont disposées comme les fenêtres en vis-à-vis des portes de l'élévation ouest, également à imposte. Seules deux fenêtres en vis-à-vis éclairent les chambres de l'étage.
Le manoir est construit aux XVIIe et XVIIIe siècles. Édifice à un étage carré, élévation à travées, toiture à longs pans ; un pignon couvert, noue. Escalier hors-œuvre : escalier tournant à retours sans jour.

## Historique
La seigneurie de Longueville est signalée comme propriété de Jacques du Parc en 1543, puis par Gabrielle du Parc en 1620, est acheté par la famille de Guémené en 1651 : il est difficile de savoir où se trouvait le manoir de cette seigneurie, mais il est probable qu'il ne fut pas conservé par les Guémené. La construction actuelle remonte au XVIIIe siècle. En 1967, la ferme n'était habitée qu'à l'étage, le rez-de-chaussée étant occupé par l'étable (au sud) et un cellier (au nord) : l'escalier qui, en pignon sud, desservait l'étage a sans doute été ajouté lors de la mise en place de ce nouvel usage. Rouvertes depuis 1967, les fenêtres et portes de l'élévation ouest avaient sans doute été bouchées à la fin du XIXe siècle à cause de l'impôt sur les portes et fenêtres.
Le manoir est inscrit à l'inventaire général du patrimoine culturel.